# Đồng
Dong (VND) (wiet. Đồng, IPA: [ɗôŋm]) – waluta Wietnamu. Symbolem jest ₫.
Banknoty wietnamskie o nominałach 10 000 đongów i wyższych drukowane są na folii plastikowej, fragmentami przezroczystej.